# Ван де Валле, Роберт
Роберт Ван де Валле (нидерл. Robert Van de Walle, 20 мая 1954 года, Остенде, Бельгия) — бельгийский дзюдоист, олимпийский чемпион 1980 года, многократный призёр чемпионатов мира, трёхкратный победитель и многократный призёр чемпионатов Европы, трёхкратный чемпион Бельгии. Первый в истории дзюдоист, принявший участие в пяти Олимпиадах (1976—1992). Самый титулованный бельгийский дзюдоист. Обладатель 8 дана дзюдо.

## Биография
Начал заниматься дзюдо в середине 1960-х годов. В 1970 году, в 16-летнем возрасте, стал чемпионом Бельгии среди кадетов до 18 лет в среднем весе, на следующий год повторил успех в абсолютной категории и занял третье место на чемпионате Европы среди кадетов. В 1972 году вернулся с «серебром» с двух международных турниров среди взрослых: Dutch Open и British Open. Был призван в армию и в 1973 году на чемпионате мира среди военнослужащих завоевал золотую медаль в весе до 93 килограммов и серебряную в абсолютной категории. В 1974 году победил на турнире Dutch Open, был вторым на чемпионате мира среди юниоров, третьим на турнире German Open и стал чемпионом турнира Spanish Open (среди юниоров). В 1975 году ничем не отличился. 1976 год начал с победы на чемпионате Бельгии в абсолютной категории, занял третье и первое места на международных предолимпийских турнирах соответственно в Вене и Барселоне, и стал вице-чемпионом Европы. Таким образом он обеспечил себе участие на Олимпийских играх 1976 года
В категории до 93 кг боролись 32 дзюдоиста. Борец, победивший во всех схватках группы выходил в полуфинал, где встречался с борцом из другой группы, вышедшим в полуфинал по результатам «утешительных» схваток. В «утешительных» схватках встречались те борцы, которые проиграли победителю группы: так, проигравший борец «Б» в первой схватке борцу «А», во второй схватке (при условии, что борец «А» свою вторую схватку выиграл) боролся с проигравшим борцу «А», и если выигрывал, то продолжал участвовать в турнире до тех пор, пока борец «А» не проигрывал, и если борец «А» выходил в полуфинал, то борец «Б» также выходил в полуфинал. Таким образом, исключалась возможность того, что в первых схватках выбывали сильные борцы. 
В предварительном раунде Роберт ван де Валле победил оппонента передней подножкой, проведённой на юко. В 1/16 на третьей минуте попался на удушающий приём (предплечьями со стороны головы без захвата одежды противника). Его победитель Лоренц Дитмар в следующей встрече проиграл, и таким образом Ван де Валле из соревнований выбыл. 
| Круг            | Соперник      | Страна                                | Итог      | С оценкой            | Продолжительность |
| --------------- | ------------- | ------------------------------------- | --------- | -------------------- | ----------------- |
| Предварительный | Горан Жувела  | Югославия                             | Победа    | юко (таи-отоси)      | 6:00              |
| 1/16            | Лоренц Дитмар | Германская Демократическая Республика | Поражение | иппон (хадака-дзимэ) | 2:37              |

В 1977 году вновь победил на чемпионате Бельгии, завоевал «серебро» на чемпионате Европы в категории до 95 килограммов и «бронзу» в абсолютной категории, также остался третьим на турнире German Open. В 1978 году был третьим на Tournoi de Paris, вторым на Dutch Open, стал чемпионом British Open и чемпионом Бельгии. На чемпионате Европы остался третьим. В 1979 году снова был третьим на Tournoi de Paris, снова  завоевал «серебро» и «бронзу» на чемпионате Европы в категории до 95 килограммов и в абсолютной категории, на предолимпийской Спартакиаде в Москве был вторым, на чемпионате мира был только пятым в абсолютной категории, но завоевал второе место в категории до 95 килограммов. В 1980 году победил на турнире Dutch Open и стал, наконец, чемпионом Европы в абсолютной категории (в категории до 95 килограммов остался третьим)
Перед Олимпийскими играми 1980 года был одним из фаворитом в категории до 95 килограммов.. В категории боролись 23 спортсмена, регламент был прежним. 
Роберт ван де Валле уверенно продвигался к финалу, победив всех противников. В финале он встречался с советским борцом Тенгизом Хубулури. Тенгиз Хубулри, которому до этого   Ван де Валле в финалах проиграл на чемпионатах Мира и Европы был его основным соперником.Вся встреча получилась вязкой и закончилась без оценок в основное время. В дополнительное время Тенгиз Хубулури попытался провести о-гурума (вариант подхвата под обе ноги). Однако бельгийский борец был готов к этому, и провёл контрприём усиро-госи в падении, с захватом бедра снаружи. Приём немедленно был оценён в иппон, но тут же судья отменил решение, и оценил приём лишь в кока, чего хватило Ван де Валле для победы.  
| Круг  | Соперник        | Страна                                    | Итог   | С оценкой | Продолжительность |
| ----- | --------------- | ----------------------------------------- | ------ | --------- | ----------------- |
| 1/16  | Иштван Шепеши   | Венгрия                                   | Победа | кока      | 5:00              |
| 1/8   | Рекс Чизума     | Замбия                                    | Победа | иппон     | 0:56              |
| 1/4   | Жан-Лук Руж     | Франция                                   | Победа | юко       | 5:00              |
| 1/2   | Хенк Нуман      | Нидерланды                                | Победа | иппон     | 2:17              |
| Финал | Тенгиз Хубулури | Союз Советских Социалистических Республик | Победа | кока      | 7:00              |

На Олимпийских играх в Москве принял также участие в соревнованиях в абсолютной категории. В соревнованиях приняли участие 21 спортсмен. Роберт ван де Валле проиграл в первой же встрече и выбыл из соревнований. 
| Круг | Соперник     | Страна  | Итог      | С оценкой             | Продолжительность |
| ---- | ------------ | ------- | --------- | --------------------- | ----------------- |
| 1/16 | Ошвар Андраш | Венгрия | Поражение | ваза ари авасэт иппон | 5:00              |

В 1981 году Роберт ван де Валле был третьим на турнире в Тбилиси, третьим на чемпионате Европы в категории до 95 килограммов (в абсолютной только пятым), вторым на чемпионате мира в категории до 95 килограммов и третьим там же в абсолютной категории. В 1982 году не выступал. В 1983 году победил на турнирах British Open и Dutch Open, был третьим на чемпионате Европы в абсолютной категории и вторым до 95 килограммов, на чемпионате мира в Москве в этих категориях завоевал две бронзовые медали, на турнире US Open Colorado Springs первенствовал в категории до 95 килограммов и был третьим в абсолюте. В 1984 году был вторым на турнире в Тбилиси, первым на турнире в Венгрии Hungaria Cup, завоевал серебряную медаль чемпионата Европы в категории до 95 килограммов и бронзовую в абсолютной категории. 
Выступал на Олимпийских играх 1984 года. В категории до 95 килограммов боролись 22 спортсмена. Проигравшие в каждой группе в четвертьфинале встречались между собой в утешительных схватках, двое победивших встречались с проигравшими в полуфинале в схватках за третье место. В первой же встрече бельгийский борец был побеждён соперником, который провёл сото-макикоми (бросок с захватом руки под плечо) на оценку ваза ари, и из соревнований выбыл.   
| Круг | Соперник | Страна                    | Итог      | С оценкой                | Продолжительность |
| ---- | -------- | ------------------------- | --------- | ------------------------ | ----------------- |
| 1/16 | Лео Уайт | Соединённые Штаты Америки | Поражение | ваза ари (сото-макикоми) | 5:00              |

Осенью 1984 года Роберт ван де Валле победил на турнирах Belgian Open и Scandinavian Open. В 1985 году он стал двукратными чемпионом Европы, занял второе место на ASKO World Tournament, вновь победил на турнире Belgian Open. На чемпионате мира 1985 года остался только третьим. В 1986 году снова стал чемпионом Европы, победителем турниров Tournoi de Paris, Matsumae Cup, Hungaria Cup и US Open Colorado Spring и завоевал вторые места на турнире в Тбилиси и Кубке Дзигоро Кано. В 1987 году первенствовал на турнирах German Open и Scottish Open, на чемпионате Европы остался третьим. В 1988 году победил на турнирах British Open и Czech Cup, и снова довольствовался бронзовой медалью чемпионата Европы. 
Выступал на Олимпийских играх 1988 года. В его категории боролись 21 спортсмен. В первых двух встречах чисто победил корейского и советского дзюдоистов, но в третьей встрече неожиданно проиграл малоизвестному немецкому борцу. В утешительной схватке и схватке за третье место также без проблем чисто справился с соперниками и получил бронзовую медаль. 
| Круг                   | Соперник         | Страна                                       | Итог      | С оценкой | Продолжительность |
| ---------------------- | ---------------- | -------------------------------------------- | --------- | --------- | ----------------- |
| 1/16                   | Ха Хён Ю         | Республика Корея                             | Победа    | иппон     | 1:59              |
| 1/8                    | Виктор Поддубный | Союз Советских Социалистических Республик    | Победа    | иппон     | 4:05              |
| 1/4                    | Марк Мейлинг     | Федеративная Республика Германии (1949—1990) | Поражение | иппон     | 1:46              |
| Утешительная встреча 1 | Боб Берланд      | Соединённые Штаты Америки                    | Победа    | иппон     | 2:40              |
| Встреча за 3 место     | Ясек Бетлер      | Польша                                       | Победа    | иппон     | 0:19              |

В 1989 году выиграл ASKO World Tournament и последний раз выступил на чемпионате мира, оставшись на третьем месте и так и не стал чемпионом мира за всю свою продолжительную карьеру. В 1991 году занял третье место на командном чемпионате Европы. В 1992 году занял второе место на турнире класса «А» в Будапеште и третье место на Кубке Чехии.  
Выступал на Олимпийских играх 1992 года. В его категории боролись 34 спортсмена. 38-летний дзюдоист сумел дойти до 7 места, остановившись в шаге от бронзовой медали Олимпийских игр. 
| Круг  | Соперник             | Страна                                       | Итог      | С оценкой | Продолжительность |
| ----- | -------------------- | -------------------------------------------- | --------- | --------- | ----------------- |
| 1/16  | Паскаль Кайя         | Центральноафриканская Республика             | Победа    | ?         | ?                 |
| 1/8   | Павел Настула        | Чехия                                        | Поражение | ?         | ?                 |
| 13/16 | Ён Сан Сик           | Федеративная Республика Германии (1949—1990) | Победа    | ?         | ?                 |
| 9/12  | Одводжиин Балджинням | Монголия                                     | Победа    | ?         | ?                 |
| 5/7   | Индрек Пертельсон    | Эстония                                      | Поражение | ?         | ?                 |

После Олимпийских игр оставил активную карьеру. Ещё в 1985 году Роберт ван де Валле организовал центр подготовки, рассчитанный в основном на спортсменов, где проводится комплексная психическая и физическая подготовка в целях достижения высоких результатов, и на настоящее время Роберт ван де Валле продолжает руководство этим центром. 
В 2004 году был главой делегации Бельгии на Олимпийских играх в Афинах.